# Kalanchoe bipartita
Kalanchoe bipartita är en fetbladsväxtart som beskrevs av Emilio Chiovenda. Kalanchoe bipartita ingår i släktet Kalanchoe och familjen fetbladsväxter. Inga underarter finns listade i Catalogue of Life.